# Guru Ram Das Ji
Guru Ram Das Ji (en panjabi: ਗੁਰੂ ਰਾਮ ਦਾਸ) (nascut a Lahore, Pakistan el 24 de setembre de 1534 – 1 de setembre de 1581, Amritsar, Índia) va ser el quart guru dels 10 gurus del sikhisme, va esdevenir guru el 30 d'agost de 1574 seguint els passos del també guru i sogre seu Guru Amar Das Ji.
Una de les seves principals contribucions al sikhisme va ser la d'organitzar l'estructura de la societat Sikh, a més va ser l'autor del Laava, els himnes dels ritus matrimonials i el creador de la ciutat de Ramdaspur (posteriorment anomenada Amritsar).